# Hengermű (könyvkötészet)
A hengermű a könyvkötészetben használt segédgép. A könyvvé összerakott íveket régen nehéz kalapáccsal ütötték, hogy összébb álljanak. Ezt a munkát az üzemekben a hengermű végezte.